# Municipio de Rockford (condado de Floyd)
El municipio de Rockford (en inglés: Rockford Township) es un municipio ubicado en el condado de Floyd en el estado estadounidense de Iowa. En el año 2010 tenía una población de 1300 habitantes y una densidad poblacional de 11,85 personas por km².

## Geografía
El municipio de Rockford se encuentra ubicado en las coordenadas 43°3′38″N 92°57′52″O / 43.06056, -92.96444. Según la Oficina del Censo de los Estados Unidos, el municipio tiene una superficie total de 109.75 km², de la cual 109,75 km² corresponden a tierra firme y (0 %) 0 km² es agua.

## Demografía
Según el censo de 2010, había 1300 personas residiendo en el municipio de Rockford. La densidad de población era de 11,85 hab./km². De los 1300 habitantes, el municipio de Rockford estaba compuesto por el 98,62 % blancos, el 0,31 % eran afroamericanos, el 0,08 % eran amerindios, el 0,08 % eran asiáticos, el 0,62 % eran de otras razas y el 0,31 % eran de una mezcla de razas. Del total de la población el 1 % eran hispanos o latinos de cualquier raza.